# Тетри (приток Вожмы)
Тетри — река в России, протекает по Калевальскому району Карелии.
Исток — группа небольших озёр юго-западнее озера Шарвилампи — истока Шарви, восточнее реки Ерика. Устье реки находится в 3,8 км по левому берегу реки Вожмы, впадающей в озеро Пистаярви. Длина реки составляет 22 км.

## Данные водного реестра
По данным государственного водного реестра России относится к Баренцево-Беломорскому бассейновому округу, водохозяйственный участок реки — Кемь от истока до Юшкозерского гидроузла, включая озёра Верхнее, Среднее и Нижнее Куйто. Речной бассейн реки — бассейны рек Кольского полуострова и Карелии, впадает в Белое море.
Код объекта в государственном водном реестре — 02020000812102000003380.